# Масонський календар
Масонський календар певним чином використовується масонами для числення років і місяців. Масони досить своєрідно датують свої документи. Різні відправні точки в літочисленні різних масонських лож ґрунтуються на певних історичних фактах.

## Історія

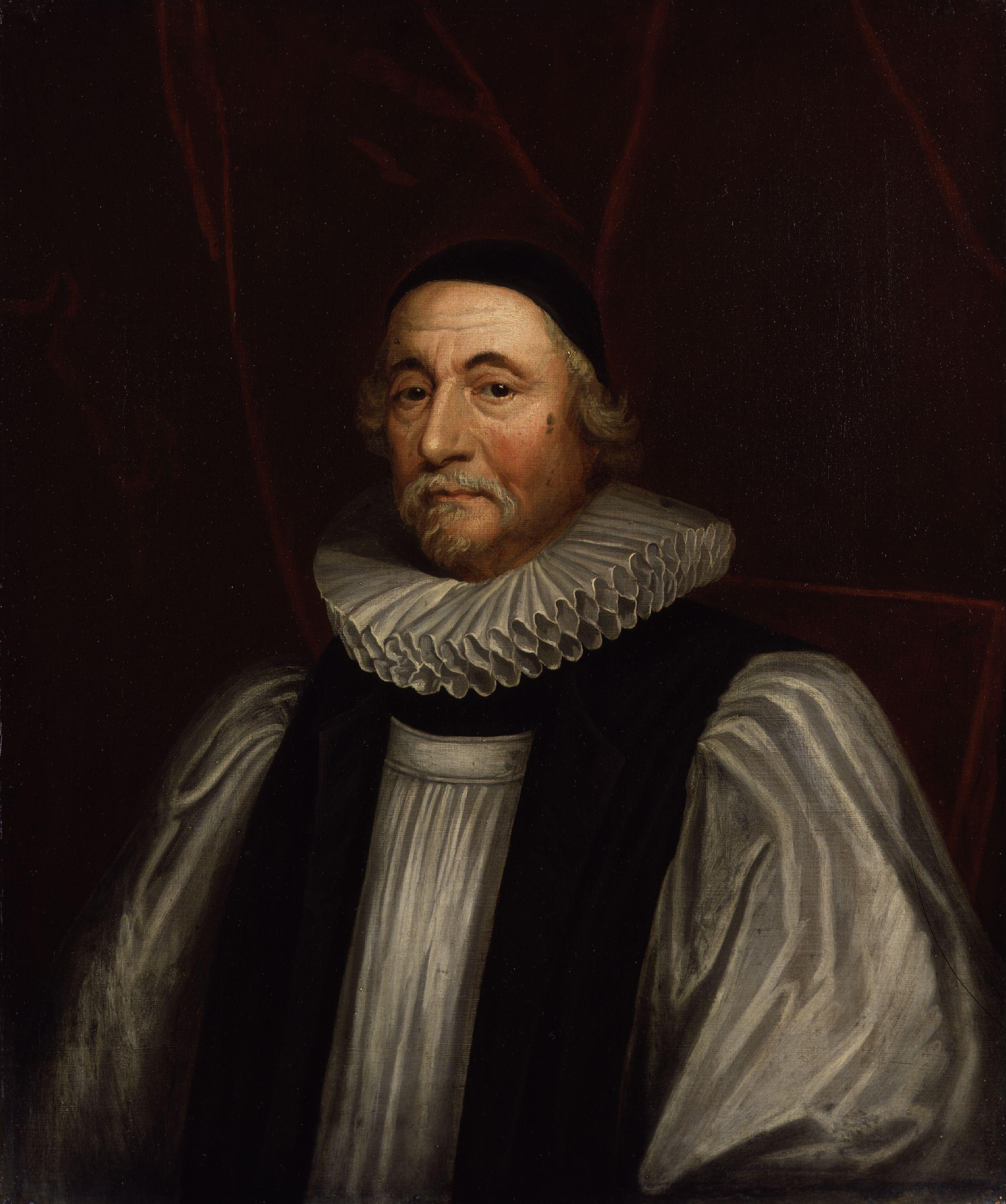
Джеймс Ашшер

Календарним масонським роком вважається Рік Світла — Anno Lucis (латинською мовою). Він знаменує початок епохи Світла Істинного (А.L.). Anno Lucis з'являється в XVIII столітті, в англійських документах, під назвою року масонського і року каменярського, або року каменотеса.
Датування року Світла Істинного ґрунтується на розрахунках Джеймса Ашшера, англіканського прелата, що народився в 1580 році в Дубліні. Він розробив шкалу, починаючи із створення відповідно до Книги Буття, і який він визначав як рік створення — 4004 рік до н. е. на основі Масоретського тексту, а не Септуагінти.
Пастор Джеймс Андерсон виступає в своїй Конституції 1723 року за таке літочислення, що символічно підтверджує універсальність масонства. Цю хронологію прийнято вважати незалежною від релігійної, принаймні у британському контексті часу. Терміни початку масонської ери визначаються, як 4000 рік до н. е..

### Два півріччя
Масонський рік має два важливі дні: Івана літнього — Івана Хрестителя, який відзначається 24 червня і Івана зимового — Івана Богослова, який відзначається 27 грудня. Обидва дні символічно збігаються з сонцестоянням.

## Обчислення
Масонський рік має таку ж тривалість, як і рік Григоріанський, але починається 1 березня, як рік Юліанський, який набув чинності у момент написання конституції Андерсона. Цей григоріанський рік в ході обчислень був прирівняний до порядкового числа 4000.

### Приклад
28 лютого 2004 року був 28-й день 12-го місяця 6003 року Світла Істинного.
1 березня 2004 року був перший день першого місяця 6004 року Світла Істинного.